# Вейер, Энди
Эндрю Тейлор (Энди) Вейер (англ. Andrew Taylor "Andy" Weir, родился 16 июня 1972 года) — американский писатель, который получил известность благодаря своему роману «Марсианин».

## Биография
Энди Вейер родился в городе Дейвис и вырос в городе Ливермор. В средней школе он начал изучать компьютеры. В возрасте 15 лет поступил на работу программистом в Сандийские национальные лаборатории в Ливерморе.
Изучал информатику в Калифорнийском университете в Сан-Диего, работал в таких компаниях, как AOL и Blizzard (Вейер был одним из программистов Warcraft 2). В настоящее время проживает в Маунтин-Вью, работает в фирме MobileIron.
Увлекается изучением релятивистской физики, орбитальной механики, истории пилотируемой космонавтики. По словам самого Вейера, является нердом, ботаником. Смотрел все серии британского сериала «Доктор Кто», как классические, так и современные. Ещё в раннем детстве, с тех пор как начал читать, увлёкся научной фантастикой и прочёл всю коллекцию романов таких авторов, как Хайнлайн, Кларк, Азимов, хранившихся в библиотеке его отца. К написанию рассказов в жанре научной фантастики Вейер приступал множество раз, ещё будучи ребёнком, но все свои произведения сам же и забраковал, считая их скучными. Написал два романа, которые также удалил. Все ранние произведения были написаны им в «доинтернетную» эпоху, что Вейер считает удачей, так как их теперь невозможно нигде найти.

## Критика
Американский писатель и критик Брэндон Сандерсон отмечал, что Энди Вейер пишет оптимистичную твёрдую научную фантастику, даже если в произведении происходят пугающие события.